# GTA Motor Competición

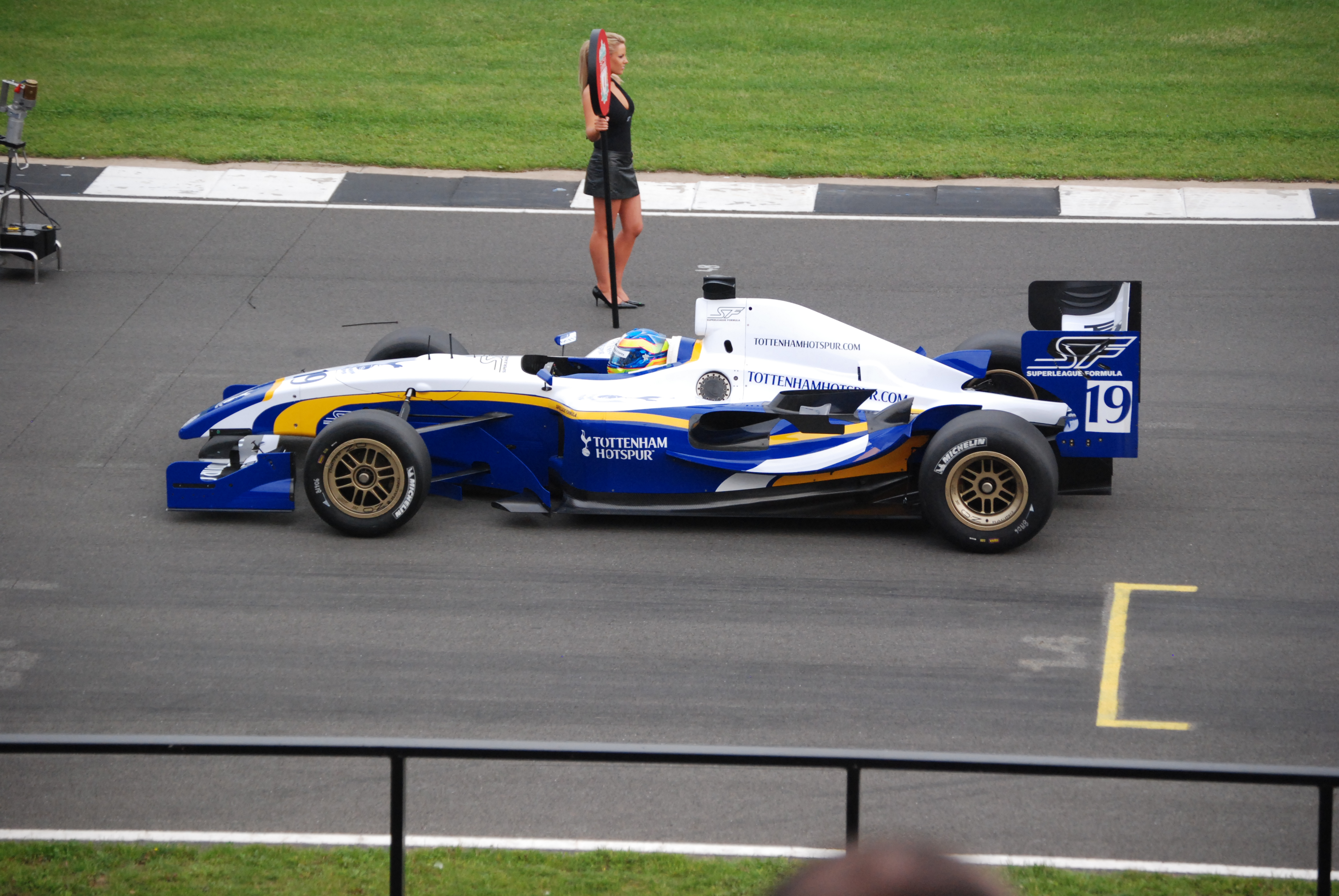
Coche del Tottenham Hotspur de la escudería GTA Motor Competición en Donington Park.

GTA Motor Competición fue una escudería de automovilismo fundada en 1998 radicada en Torrente, Valencia, España y propiedad del empresario Domingo Ochoa. Durante sus años de actividad fue uno de los principales equipos de referencia en el Campeonato de España de Fórmula 3, el Campeonato de España de GT y el International GT Open.
A partir de 2009, el personal de la escudería derivó su experiencia del mundo de la competición en GTA Motor, centrándose en el desarrollo y construcción del automóvil superdeportivo GTA Spano.

## Historia

### Copas Hyundai
Tras los conocimientos adquiridos como mecánico en Lozano Motorsport, el taller del reputado preparador valenciano Toni Lozano, Domingo abre a mediados de los 90 un punto de venta Hyundai en Torrent. Con la creación de la Copa Hyundai Accent en 1998, se inscribe como equipo por primera vez bajo la licencia de concursante de la Escudería Bengala y logra el tercer puesto del campeonato de pilotos con Andrés Martín Rovira. En 1999 Andrés queda cuarto y en el 2000 logran el subcampeonato con Javier Castellanos, contando ya con un plantel total de 5 pilotos. Javier queda de nuevo tercero en 2001 y 2002.
En 2002 deciden participar también en la Supercopa SEAT León, llevando a Alfredo Mostajo que fue subcampeón, y a Lucas Guerrero, que terminó séptimo. Seguiría con ellos en 2003, logrando el subcampeonato esta vez con Lucas y la cuarta plaza con Mostajo, y ya a posteriori seguiría con el piloto valenciano tanto en la SEAT como en su paso por los GT.

### Fórmula 3 Española y Supercopa SEAT
En 2001 deciden empezar en los monoplazas, inscribiéndose en el Campeonato de España de Fórmula 3 con Luscas Guerrero y Marcel Costa, quedando séptimos en la clasificación por equipos. Con Lucas seguirían al año siguiente en la Supercopa SEAT León, llevando también a Alfredo Mostajo que fue subcampeón de esa primera temporada. En 2002 fueron terceros en la F3 con una magistral actuación de Borja García, y lograron el subcampeonato en 2003 y 2004; y los quedaron entre la tercera y cuarta posición las temporada siguientes.
En la SEAT, Lucas seguiría con ellos en 2003, logrando esta vez el subcampeonato, y la cuarta plaza con Mostajo. A posteriori seguiría con el piloto valenciano tanto en la SEAT como en su paso por los GT.
En 2008 contó entre sus filas con Jaime Alguersuari, Jimmy Auby y Nil Montserrat. En la segunda carrera que se disputó en el circuito urbano de Valencia contó también con el piloto valenciano Roberto Merhi. Jaime Alguersuari, con 60 puntos, fue mejor clasificado de la escudería, en la quinta posición. GTA Motor Competición fue la segunda clasificada por equipos de la Fórmula 3 Española, con 90 puntos, a 44 puntos de Campos Racing. 2009 fue su último año, dejando el campeonato a mitad de temporada.

### Superleague Formula
En la Superleague Formula, GTA Motor contó para la temporada 2008 en sus filas con Borja García, con el monoplaza del Sevilla FC, y con Duncan Tappy, del Tottenham Hotspurs. El monoplaza del Sevilla quedó décimo en la clasificación general, con 262 puntos, mientras que el monoplaza del Tottenham Hotspurs quedó undécimo, con 257 puntos. Borja García consiguió, en la segunda carrera de la primera cita de la temporada, en Donington Park, la primera y única victoria para la escudería valenciana en este campeonato.

## Resultados

### Resultados en la Fórmula 3 Española
| Temp. | Coche               | Pilotos                  | Carreras | Victorias | Poles | V.Rápidas | Puntos | C.P.  | C.E. |
| ----- | ------------------- | ------------------------ | -------- | --------- | ----- | --------- | ------ | ----- | ---- |
| 2001  | Dallara F300-Toyota | Lucas Guerrero           | 13       | 0         | 0     | 0         | 0      | 8.º   | 7.º  |
| 2001  | Dallara F300-Toyota | Marcel Costa             | 13       | 1         | 1     | 0         | 2      | 7.º   | 7.º  |
| 2002  | Dallara F300-Toyota | Jordi Palomeras          |          |           |       |           |        | 21.º  | 3.º  |
| 2002  | Dallara F300-Toyota | Ianina Zanazzi           |          |           |       |           |        | 22.ª  | 3.º  |
| 2002  | Dallara F300-Toyota | Borja García             |          |           |       |           |        | 3.º   | 3.º  |
| 2002  | Dallara F300-Toyota | Mathias Lauda            | 1        | 0         | 0     | 0         | 0      | 26.º  | 3.º  |
| 2002  | Dallara F300-Toyota | Celso Míguez             | 6        | 0         | 0     | 0         | 0      | 13.º  | 3.º  |
| 2003  | Dallara F300-Toyota | Borja García             |          |           |       |           |        | 3.º   | 2.º  |
| 2003  | Dallara F300-Toyota | María de Villota         |          |           |       |           |        | 13.ª  | 2.º  |
| 2003  | Dallara F300-Toyota | Angelo Serafim           |          |           |       |           |        | 6.º   | 2.º  |
| 2004  | Dallara F300-Toyota | Manuel Gião              |          |           |       |           |        | 2.º   | 2.º  |
| 2004  | Dallara F300-Toyota | Alejandro Núñez          |          |           |       |           |        | 10.º  | 2.º  |
| 2004  | Dallara F300-Toyota | Marco Barba              |          |           |       |           |        | Inv.  | 2.º  |
| 2004  | Dallara F300-Toyota | Andy Soucek              |          |           |       |           |        | 4.º*  | 2.º  |
| 2005  | Dallara F305-Toyota | Sebastián Moreno         | 2        | 0         | 0     | 0         | 0      | NC    | 3.º  |
| 2005  | Dallara F305-Toyota | José Manuel Pérez-Aicart |          |           |       |           |        | 2.º   | 3.º  |
| 2005  | Dallara F305-Toyota | Carlos Iaconelli         |          |           |       |           |        | 20.º  | 3.º  |
| 2005  | Dallara F305-Toyota | Manel Cerqueda, jr.      |          |           |       |           |        | 19.º  | 3.º  |
| 2005  | Dallara F300-Toyota | Manel Cerqueda, jr.      |          |           |       |           |        | 19.º  | 3.º  |
| 2005  | Nil Montserrat      |                          |          |           |       |           | 21.º   |       | 3.º  |
| 2005  | Aitor Medina        | 2                        | 0        | 0         | 0     | 0         | NC     |       | 3.º  |
| 2005  | Iñigo Martínez      |                          |          |           |       |           | .º     |       | 3.º  |
| 2006  | Dallara F305-Toyota | Manel Cerqueda, jr.      |          |           |       |           |        | 14.º  | 4.º  |
| 2006  | Dallara F305-Toyota | Manuel Sáez-Merino, jr.  |          |           |       |           |        | 11.º  | 4.º  |
| 2006  | Dallara F305-Toyota | Arturo Llobell           |          |           |       |           |        | 8.º   | 4.º  |
| 2006  | Dallara F300-Toyota | Manuel Gutiérrez         |          |           |       |           |        | Inv   | 4.º  |
| 2006  | Dallara F300-Toyota | Siso Cunill              |          |           |       |           |        | Inv   | 4.º  |
| 2007  | Dallara F306-Toyota | Siso Cunill              |          |           |       |           |        | 14.º  | 4.º  |
| 2007  | Dallara F306-Toyota | Víctor García            |          |           |       |           |        | 12.º  | 4.º  |
| 2007  | Dallara F306-Toyota | Juan Ramón Zapata        |          |           |       |           |        | NC    | 4.º  |
| 2007  | Dallara F300-Toyota | Roc Vives                |          |           |       |           |        | NC    | 4.º  |
| 2008  | Dallara F308-Toyota | Jaime Alguersuari        |          |           |       |           |        | 7.º   | 2.º  |
| 2008  | Dallara F308-Toyota | Edoardo Piscopo          | 2        | 0         | 0     | 0         | 0      | NC    | 2.º  |
| 2008  | Dallara F308-Toyota | Roberto Merhi            |          |           |       |           |        | 13.º* | 2.º  |
| 2008  | Dallara F308-Toyota | Augusto Scalbi           |          |           |       |           |        | 14.º* | 2.º  |
| 2008  | Dallara F306-Toyota | Jimmy Auby               |          |           |       |           |        | 16.º  | 2.º  |
| 2008  | Dallara F306-Toyota | Nil Montserrat           |          |           |       |           |        | 12.º  | 2.º  |

- Los pilotos con asterisco participaron esta temporada también con otras escuderías.

### Superleague Formula
| Temporada | Coche        | Equipos           | Carreras | Victorias | Poles | V.Rápidas | Puntos | C.E. |
| --------- | ------------ | ----------------- | -------- | --------- | ----- | --------- | ------ | ---- |
| 2008      | Panoz-Menard | Sevilla FC        | 12       | 1         | 0     | 0         | 262    | 10º  |
| 2008      | Panoz-Menard | Tottenham Hotspur | 12       | 0         | 0     | 0         | 257    | 11º  |